# Кельми, Крис
Анато́лий А́рьевич (Крис) Ке́льми (21 апреля 1955, Москва, СССР — 1 января 2019, Новоглаголево, Наро-Фоминский городской округ, Московская область, Россия) — советский и российский певец, рок-музыкант и композитор. Создатель музыкальных групп «Високосное лето» и «Рок-Ателье»; участник группы «Автограф». Автор музыки более чем к 200 песням. Наиболее известные песни — «Замыкая круг», «Верю я», «Усталое такси», «Ночное рандеву», «Эй, парень, не торопись» и «Дед Мороз».

## Биография

### Ранние годы
Анатолий Арьевич Кельми родился 21 апреля 1955 года в Москве, в семье метростроевцев, которые познакомились в столице.
Отец — Арий Михайлович Кельми, приехал в Москву из узбекского города Коканда (родился в палатке, где жило тридцать человек), работал в «Гидроспецстрое», занимался строительством тоннелей, где дослужился до заместителя директора треста.
Мать — Антонина Алексеевна Якимовец, приехала в Москву из Маньчжурии (Внутренняя Монголия, Китай).
В 1959 году, в возрасте четырёх лет, Кельми начал играть на фортепиано и гитаре. С пяти лет занимался с репетитором музыкой, а в восьмилетнем возрасте поступил в Московскую детскую музыкальную школу имени И. О. Дунаевского (пер. Чапаевский, д. № 5а), которую окончил в 1969 году по классу фортепиано.
С четырёх лет занимался спортом. Отец привёл его сначала в футбольную школу, а потом — в теннисную. Стал кандидатом в мастера спорта по теннису, входил в состав юношеской сборной СССР по теннису, тренировался под руководством Шамиля Тарпищева, был в тройке лучших теннисистов Москвы.
На протяжении многих лет об имени, фамилии и национальных корнях Криса Кельми существовало немало различных слухов. Первая распространённая в СМИ версия гласила, что фамилия Кельми является псевдонимом музыканта, а его настоящая фамилия — Калинкин. Кельми опроверг это, заявив, что миф о «Калинкине» в 1990-х годах придумал Александр Градский. Вторая распространённая версия гласит, что у Кельми эстонские корни. Кельми опроверг и это, пояснив, что, как ему кажется, у него скорее всего литовские корни со стороны отца (своё предположение он объяснил тем, что в Литве есть город Кельме, название которого созвучно с его фамилией и происходит от слова, означающего «пень»). После смерти музыканта выяснилось, что он имел по отцу еврейские корни, его дед — Мейлах Абрамович Кельми, бабушка — Сарра Марковна Кельми (еврейская фамилия Кельми в самом деле происходит от названия города Кельме).
В 1972 году музыкант взял псевдоним «Крис» в честь героя фантастического романа «Солярис» Криса Кельвина, так как посчитал, что для рок-музыканта имя Толя Кельми звучит неблагозвучно.

### Образование
В 1977 году Крис Кельми окончил факультет мостов и тоннелей Московского ордена Ленина и ордена Трудового Красного Знамени института инженеров железнодорожного транспорта Министерства путей сообщения СССР (МИИТ), где его однокурсниками были Владимир Кузьмин, Михаил Харит и Владимир Слуцкер. С 1977 по 1980 годы учился в этом же вузе в аспирантуре. Участвовал в строительстве железнодорожного тоннеля в Краснодарском крае.
В 1983 году поступил на эстрадный факультет Государственного музыкального училища имени Гнесиных (ГМУ имени Гнесиных) (педагог — Игорь Михайлович Бриль), где учился вместе с Владимиром Кузьминым, получил диплом пианиста.

### Музыкальная карьера
В 1970 году, в возрасте пятнадцати лет, Кельми увлёкся рок-н-роллом и основал любительскую музыкальную группу «Садко», которая была дублирующим составом популярной московской рок-группы «Рубины».
В 1972 году поступил в МИИТ по желанию своего отца. Вуз оказался центром рок-н-ролльного движения страны, как и МАРХИ.
Летом 1972 года с гитаристом Александром Ситковецким Кельми создал рок-группу «Високосное лето». Группа исполняла песни The Beatles и The Rolling Stones. Кельми играл на бас-гитаре и пел. С приходом в группу бас-гитариста Александра Кутикова Кельми перешёл на клавишные. В 1977 году группа выступила в Таллине на рок-фестивале на Певческом поле (в составе: Александр Кутиков (вокал, бас), Валерий Ефремов (ударные), Александр Ситковецкий (гитара, вокал), Крис Кельми (вокал, орган).
В 1979 году вместе с Александром Ситковецким создал группу «Автограф».
В 1979−1980 годах в составе «Автографа» принял участие в рок-фестивале «Весенние ритмы. Тбилиси-80», где коллектив занял второе место после группы «Машина времени».
В том же 1980 году по инициативе художественного руководителя Московского государственного театра имени Ленинского комсомола Марка Захарова Кельми набрал музыкантов и создал группу «Рок-ателье», с которой по 1987 год работал в этом театре, участвуя в постановке новых спектаклей, в том числе рок-оперы «Юнона и Авось», делал новую музыкальную редакцию для спектакля «Звезда и смерть Хоакина Мурьеты». В составе «Рок-ателье» в разное время работали музыканты Павел Смеян и Александр Смеян, Борис Оппенгейм, басист Валентин Лёзов, Вадим Усланов.

В титрах знаменитого советского мультфильма «Пёс в сапогах» указано, что музыку к данной работе сочинил ансамбль «Рок-ателье» под управлением Криса Кельми. Однако в нескольких интервью один из основателей ансамбля Борис Оппенгейм обнародовал тот факт, что Крис Кельми зарегистрировал в «РАО» все песни и музыку для этого мультфильма исключительно на себя одного. По утверждению Оппенгейма, в написании музыки принимали участие все музыканты коллектива: 
«Как выяснилось, всю музыку к мультфильму „Пёс в сапогах“ Крис Кельми оформил на себя. Мы все писали музыку, а Крис Кельми взял и на себя оформил авторское право. Ну, Бог ему судья…».
 Оппенгейм написал музыку для главных композиций мультфильма — «Песня летучих мышей» и блюз пса-гасконца «О, наконец, настал тот час…», которую исполнил Николай Караченцов.
В 1986 году в советском молодёжном журнале «Ровесник» вышла статья Криса Кельми «Хвалиться тут нечем», в которой музыкант критически охарактеризовал популярный тогда музыкальный стиль «хэви-метал» («группы ничем не отличаются друг от друга», «нет мысли», «содержание текстов — чепуха» и т. д.).
В 1987 году Кельми работал в филармонии города Йошкар-Олы.
С 1987 года трудился в Театре песни Аллы Пугачёвой, где участвовал в постановке первых «Рождественских встреч» и вместе с «Рок-ателье» гастролировал с концертами по стране и за рубежом (на фестивале «Lesien Rock Festival»).
В 1987 году в состав «Рок-ателье» вошла певица Ольга Кормухина. Вскоре фирма «Мелодия» выпустила пластинку-миньон «Ольга Кормухина и „Рок-ателье“ Криса Кельми» с песнями «Усталое такси», «Я не твоя», «Время пришло».
В 1987 году Крис Кельми собрал 27 музыкантов и одного журналиста, ведущего «Звуковой дорожки» газеты «Московский комсомолец» Евгения Фёдорова, для записи совместной песни «Замыкая круг» (история изложена в книге «Времени машины»). Среди музыкантов: Андрей Макаревич, Александр Градский, Александр Монин, Анатолий Алёшин, Константин Никольский, Павел Смеян, Марина Капуро, Валерий Сюткин, Жанна Агузарова, Александр Кутиков, Виталий Дубинин, Александр Иванов, Ованес Мелик-Пашаев, Дмитрий Варшавский, Артур Беркут и другие.
Подобный опыт повторился в 1990 году с песней «Верю я» и в 1994 году с песней «Россия воскресе!» на стихи Андрея Вознесенского, участниками которого стали Ольга Кормухина, Алексей Глызин, Лариса Долина, Игорь Демарин и Ирина Шведова.
В 1988 году певица Ольга Кормухина покинула группу «Рок-ателье» Криса Кельми.
С 1989 года группа «Рок-ателье» начала работать самостоятельно. В этом же году написана и исполнена песня «Ночное рандеву», позднее вдохновившая поэта Александра Вулых на издание одноимённой газеты.
Сольная музыкальная карьера Криса Кельми началась в 1990 году.

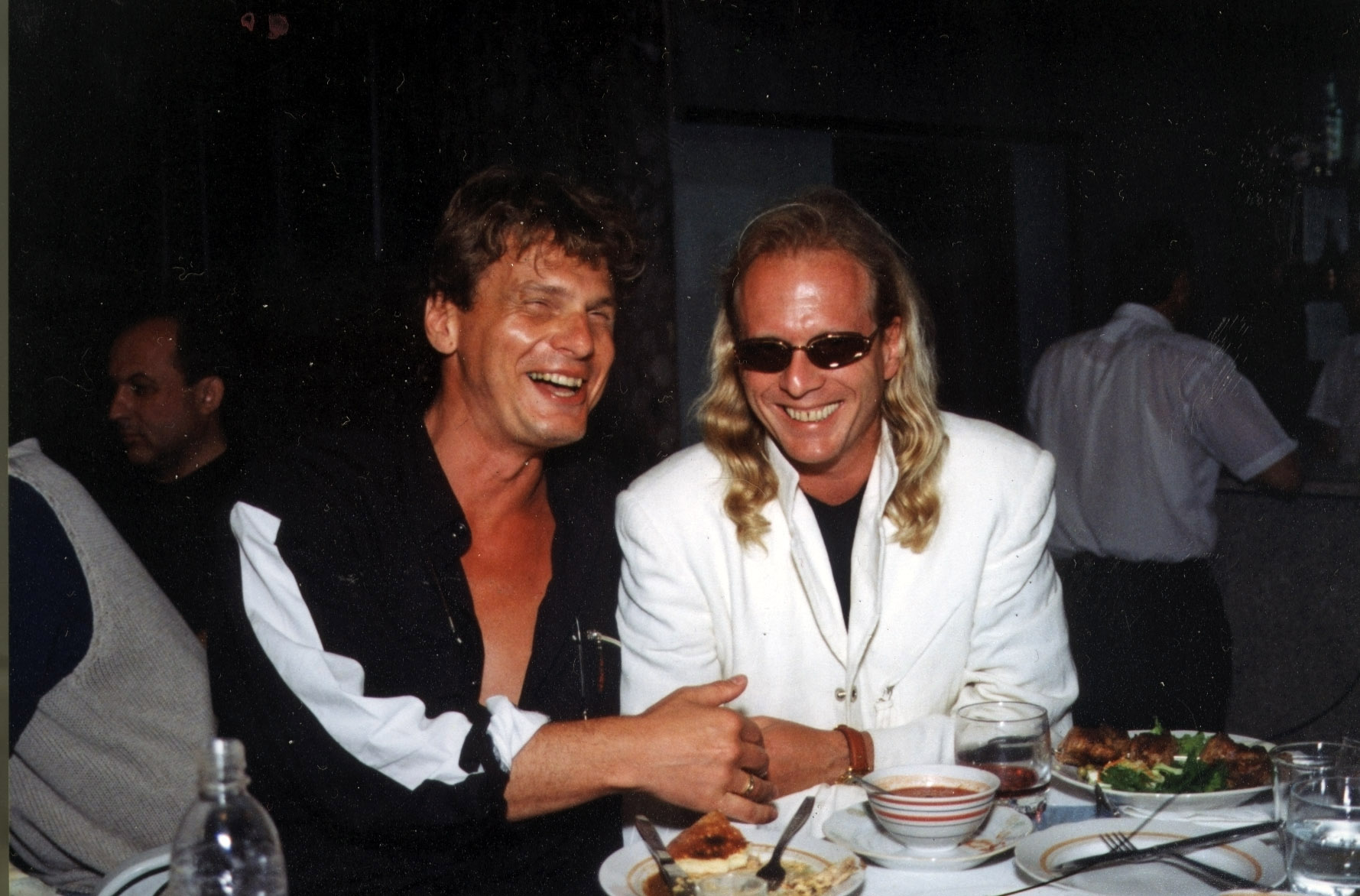
Евгений Додолев и Крис Кельми в 1997 году

Летом 1990 года по инициативе журналиста Евгения Додолева музыкальный телеканал «MTV» пригласил музыканта в Атланту (США) для записи концертной программы (сета). Исполнитель заказа — компания «Creative Video» Джимма Рокко (англ. Jim Rocco). В 1993 году «MTV» снял видеоклип на песню «Старый волк». Клип имел успех на восточном побережье США.
В 2007 году Крис Кельми собрал некоторых из исполнителей клипа на песню «Замыкая круг» 1987 года и записал его новую редакцию, к 20-летию события, в эфире программы «НТВ» «Главный герой».

### Последние годы жизни и смерть
В последние годы жизни Крис Кельми имел многочисленные проблемы из-за злоупотребления алкоголем. Так, его неоднократно лишали водительских прав за несоблюдение ПДД и езду в нетрезвом состоянии. В октябре 2011 года он появился на телепередаче «Пусть говорят» с Андреем Малаховым на юбилее Сергея Челобанова, при этом был очевидно пьян и пытался подарить юбиляру свои зубные протезы. А в ноябре 2015 года, также будучи нетрезвым, принял участие в телепередаче «Прямой эфир» с Борисом Корчевниковым. В декабре 2015 года во время радиоинтервью он сообщил, что ему поставлен диагноз «эпилепсия», и рассказал, что он упал с 7 этажа и при этом остался жив (этим он объяснил глубокий шрам на лбу).
В этот период он получал авторские гонорары, давал концерты в городах России и Германии, выступал на теннисных турнирах. В интервью 2015 года заявил, что живёт в загородном доме, держит дома 17 кошек, оборудовал в доме студию звукозаписи, сочиняет новую музыку, надеется вернуться в шоу-бизнес, написал гимн к двадцатипятилетию Кубка Кремля по теннису и фанфарную линию к предстоящему чемпионату мира по футболу 2018 года в России.
В 2017 году при содействии Андрея Малахова и Даны Борисовой несколько месяцев проходил реабилитацию после лечения от алкогольной зависимости вместе с певцом Евгением Осиным в частном реабилитационном центре на острове Самуй в Таиланде, во время лечения его избили буддисты и приковали наручниками к кровати, лечение результатов не принесло, Евгений Осин умер 17 ноября 2018 года.
В декабре 2018 года, когда состояние здоровья Криса Кельми особенно ухудшилось, он составил завещание, в котором передал всё своё имущество (три квартиры и коттедж, общей стоимостью почти 100 миллионов рублей) жене и сыну. У музыканта начались серьёзные проблемы со здоровьем, передвигаться он мог только с помощью ходунков и не покидал свой загородный дом в Подмосковье.
Крис Кельми скончался вечером 1 января 2019 года на 64-м году жизни в своём доме в деревне Новоглаголево Наро-Фоминского района Московской области. Причина смерти (по неофициальным данным) — остановка сердца, которую вызвал алкоголизм. Врачи службы скорой медицинской помощи, которых музыкант вызывал к себе на подмосковную дачу почти ежедневно из-за проблем с сердцем и печенью, обнаружили его там без сознания и на этот раз не смогли спасти. Смерть наступила от язвы желудка. Родственники певца приняли решение похоронить его инкогнито, без прощания и без почестей. 8 января 2019 года кремирован в крематории Николо-Архангельского кладбища. Согласно завещанию, прах его был развеян над Атлантикой.

## Семья
- Дедушка — Мейлах Абрамович Кельми (1883—?, уроженец Вильны), еврей[35].
- Бабушка — Сара Мордуховна (Сарра Марковна) Кельми (в девичестве Сорская, 1889—1963, уроженка Скобелева), еврейка[35][36].
- Отец — Арий Михайлович Кельми (Арье Мейлахович Кельми; 20 марта 1920 — 14 августа 1997)[1][9], детские годы провёл на родине родителей в Вильно[37] (тогда Польша)[35]; выпускник факультета «Мосты и тоннели» Московского института инженеров транспорта (1944)[38][39], работал метростроевцем, потом трудился в «Гидроспецстрое», занимался строительством подземных тоннелей, был заместителем управляющего трестом[7][8], гидростроитель[1]; автор пособия «Строительство Ждановского радиуса Московского метрополитена» (соавторство с И. М. Якобсоном, М., 1968), публикаций в области гидротехнического строительства[40].
- Мать — Антонина Александровна Кельми (урождённая Якимовец, 1919—1974)[1][9][41], выпускница экономического факультета Московского института инженеров транспорта (1944) по специальности инженер-экономист железнодорожного транспорта[42], работала метростроевцем[7][7][8].
- Старший брат — Валентин Арьевич Кельми (род. 11 октября 1945), пенсионер, работал в «Гидроспецстрое»[7]. Его жена — Людмила Васильевна Кельми (род. 11 октября 1947), режиссёр, руководитель детских театральных студий ЦДА имени А. А. Яблочкиной и ГОУ ЦДТ «Строгино»[43]. Племянники — Ирина (род. 2 марта 1972), Ольга (род. 19 апреля 1976) и Дмитрий (род. 9 марта 1977).
- Младший брат (единокровный) — Евгений Арьевич Суслин (род. 24 апреля 1963), сын отца Криса Кельми от брака с Ниной Александровной Суслиной (род. 10 сентября 1932)[44], работал строителем тоннелей, по просьбе родственников Крис Кельми взял его гитаристом в свою группу, на протяжении многих лет работал директором музыканта[6][7].

### Личная жизнь
- Жена — Людмила Васильевна Кельми (род. 29 мая 1963), по образованию экономист, после свадьбы была домохозяйкой, потом вышла на работу[7]. Состояли в официальном браке с 1985 года[1].
  - Сын — Кристиан Анатольевич Кельми (род. 29 ноября 1988)[1][7][45], учился на факультете земельно-имущественных отношений Института информационных социальных технологий, окончил Академию права и управления[7][24][45].

## Творчество

### Песни

Кадр из клипа Замыкая круг (1987) в статье о песне Криса Кельми в составе группы «Високосное лето»

Крис Кельми написал более 200 музыкальных произведений.
- «Замыкая круг»
- «Ночное рандеву» (музыка — Крис Кельми, слова — Карен Кавалерян). Первый исполнитель — Вадим Усланов («Рок-ателье», исполнитель песни «Танцы на воде»[46]), Крис какое-то время на гастролях исполнял её под фонограмму с голосом Усланова; это стало предметом судебного разбирательства[47].
- «Усталое такси»[48]
- «Леди Блюз»
- «Эй, парень»
- «Если метель»
- «Слушай ночь»
- «Распахни окно»
- «Ветер декабря»
- «Дом на берегу»
- «Серебряный коктейль»
- «Дом на берегу» (вместе с Игорем Тальковым)[49]
- «Дед Мороз»[50]
- «Старый волк» (К. Кельми — К. Кавалерьян)[51]
- «Не торопись» (К. Кельми — М. Пушкина)[52]
- «Верю я»  (музыка — Крис Кельми, слова — Карен Кавалерян, исполнители: Крис Кельми, Ирина Понаровская, Александр Малинин, Александр Барыкин, Игорь Тальков, Ирина Аллегрова, Валерий Каримов, Лариса Долина, Александр Серов, Александр Ленский)
- «Россия воскресе»
- «Не бросай в огонь цветы»
- «Как всегда»

### Дискография
- 1981 — «Распахни окно» (ВФГ «Мелодия», миньон)
- 1987 — «Замыкая круг» (ВФГ «Мелодия», LP)
- 1988 — «О. Кормухина и К. Кельми» (ВФГ «Мелодия», миньон)
- 1988 — «Мы знаем» (ВФГ «Мелодия», MC)
- 1990 — «Открой свой Сезам» (ВФГ «Мелодия», LP)
- 1991 — «Леди Блюз» (ВФГ «Мелодия», LP)
- 1992 — «Greatest Hits К. Кельми» («Jeff Records», CD, сборник)
- 1993 — «Лучшие хиты» («Jeff Records», CD, сборник)
- 1994 — «Ни о чём не жалей» («Sintez Records», CD)
- 1996 — «Високосное лето» (Лучшие песни 1972-79) («Sintez Records», CD)
- 1998 — «Ветер декабря» (CD)
- 2001 — «Имя на песке» (CD)
- 2003 — «Усталое такси» (CD, сборник)

### Фильмография
- 1976 — «Шесть писем о бите» (в составе группы «Високосное лето»)[53]

#### Композитор
- 1981 — «Пёс в сапогах»
- 1982 — «Парадоксы в стиле рок»
- 2016 — «Мотылёк»[54]

### Телевидение
- 1990 — программа «А. Ажиотаж»: «Крис Кельми и Вадим Усланов»[54]
- 1990 — «С утра пораньше»[50]
- 1995 — «Угадай мелодию»[55]
- 1999 — «Угадай мелодию»[56]
- 2002 — принимал участие в реалити-шоу «Последний герой 3»: «Остаться в живых»
- 2003 — передача «Здоровье» с Еленой Малышевой[57]
- 2006 — «По волне моей памяти: Крис Кельми»[58]
- 2011 — «Пусть говорят» (юбилей Сергея Челобанова)[21]
- 2013 — «На дачу!» (телеканал «360° Подмосковье»)[59]
- 2013 — «Доброго здоровьица!»[60]
- 2015 — «Прямой эфир»[22]
- 2018 — «Пусть говорят»
- 2018 — «Ты не поверишь»

## Память
- Евгений Додолев — «Крис Кельми и его демоны. Весёлые заметки» (ISBN 978-5-00-508450-7).
- Евгений Додолев — «Добрые демоны Криса Кельми»
- Евгений Додолев — «Еврейское счастье Криса Кельми». 2021 (ISBN 978-5-0053-2343-9)
- Репортаж памяти Криса Кельми — Памяти Криса Кельми